# One More Cup of Coffee (Valley Below)
One More Cup of Coffee (Valley Below) è la quarta traccia dell'album Desire di Bob Dylan. Il brano è stato pubblicato come singolo solo in Giappone avente lato B Romance in Durango.

Durante una vacanza nel sud della Francia Dylan assiste all’annuale pellegrinaggio dei rom a Saintes-Maries-de-la-Mer, nella cui cattedrale sono conservate le spoglie della loro santa protettrice, detta Sara la Nera. Dylan ha dichiarato di avere scritto il brano durante quest’esperienza ma che, pur essendone probabilmente stato influenzato, la canzone (e in particolare l'espressione valley below, la valle sottostante) probabilmente riguarda altri luoghi .

## Reinterpretazioni
Robert Plant ha inserito una cover del brano in Dreamland. Oltre a lui, anche i White Stripes hanno eseguito una versione del brano divenuta molto popolare. Roger McGuinn e Calexico l'hanno interpretata per la colonna sonora di Io non sono qui, film biografico su Bob Dylan. Tra le altre versioni si segnalano quelle di Sertab Erener per la colonna sonora di Masked and Anonymous, di Frazey Ford su Obadiah,  e dei Cheap Wine su Moving del 2004.

## Tracce
- One More Cup of Coffee - 3:44
- Romance in Durango - 5:44